# Interestatal 405 (California)
La Interestatal 405 (también conocida como la I-405 y "La 405") es una de las principales carreteras interestatales del Sur de California, y una carretera de circunvalación principal de la Interestatal 5 que pasa por el Área metropolitana de Los Ángeles, en Estados Unidos. Toda la ruta es conocida en el segmento norte como el San Diego Freeway, a pesar de estar a 75 millas (120,7 km) de lejos del centro de San Diego. La I-405 es una vía muy transitada por los viajeros y transportistas de carga a lo largo de toda su longitud y se ha ganado el lugar como una de las autovías más congestionadas en el mundo, y la más congestionada en los Estados Unidos. La carretera ha desempeñado un papel crucial en el desarrollo de decenas de ciudades y suburbios a lo largo de su ruta a través del Gran área de Los Ángeles.
Esta ruta forma parte del Sistema de Autovías y Vías Expresas de California.

## Descripción de la ruta
La ruta empieza sobre la I-5, el cruce entre las dos está en Irvine, la ruta continúa en el área de Long Beach,también ahí se cruza con la I-605 y también con la I-710 poco antes de pasar sobre el área Torrance,cerca de ahí se cruza con la I-110 y pasa por Los Ángeles, después se cruza con la I-5.